# Liste der Monuments historiques in Falaise (Ardennes)
Die Liste der Monuments historiques in Falaise führt die Monuments historiques in der französischen Gemeinde Falaise auf.

## Liste der Objekte
| Bezeichnung                                       | Beschreibung                                                          | Standort                       | Kennzeichnung | Schutzstatus | Datum | Bild |
| ------------------------------------------------- | --------------------------------------------------------------------- | ------------------------------ | ------------- | ------------ | ----- | ---- |
| Taufpiscina                                       | Stein, 16. Jahrhundert                                                | in der Kirche St-Victor (Lage) | PM08000190    | Classé       | 1925  |      |
| Skulptur Heiliger Sebastian                       | Holz, 16. Jahrhundert; während des Ersten Weltkriegs stark beschädigt | in der Kirche St-Victor (Lage) | PM08000186    | Classé       | 1908  |      |
| Fragmente von Pfeilern, Stürzen, Bögen und Fialen | Stein, 16. Jahrhundert                                                | in der Kirche St-Victor (Lage) | PM08000191    | Classé       | 1925  |      |
| Pietà                                             | Stein, 16. Jahrhundert                                                | in der Kirche St-Victor (Lage) | PM08000187    | Classé       | 1908  |      |
| Sturz mit Inschrift                               | Stein, 16. Jahrhundert; vom Südportal                                 | in der Kirche St-Victor (Lage) | PM08000188    | Classé       | 1925  |      |
| Cul-de-lampe                                      | Stein, 17. Jahrhundert                                                | in der Kirche St-Victor (Lage) | PM08000189    | Classé       | 1925  |      |